# Jefferson Bonilla
Jefferson Smith Bonilla Cuesta (Medellín, Antioquia, Colombia; 28 de junio de 2003) es un futbolista colombiano que juega como delantero su último equipo donde hizo su debut profesional fue Libertad F. C. de la Segunda División de Bolivia, llevando el dorsal 7. Debutó profesionalmente el 16 de marzo de 2024 donde marco 8 goles en 10 partidos.

## Biografía
Jefferson nació en Medellín, pero a los 8 años se trasladó con su madre a Quibdó, capital del departamento del Chocó. Desde temprana edad comenzó a jugar fútbol en las calles del barrio El Jazmín parte baja, en una cancha de barro, junto con sus amigos de infancia. A los 15 años se fue de Quibdó para probarse en Envigado, donde fue seleccionado, pero regresó a su ciudad por la necesidad de estar cerca de su madre. En 2021, gracias al apoyo del club local “Los Payes”, tuvo la oportunidad de probarse en Cali, donde logró afianzarse y empezar a construir su carrera futbolística.

## Formación en Colombia
Bonilla comenzó su formación en Colombia, participando en divisiones juveniles locales. En 2022 se vinculó a la categoría sub-20 del Independiente Medellín, destacándose como delantero por su capacidad ofensiva y presencia en el área rival.

## Libertad F.C. (Bolivia)
En 2024 firmó con el Libertad F.C. de Bolivia. Debutó profesionalmente el 16 de marzo de 2024 en el estadio Jordán Cuéllar de la ciudad de Cobija, Pando, en un partido contra el Club San Lorenzo. Durante su paso por el club se destacó por su movilidad ofensiva y capacidad goleadora, marcando 8 goles en 10 partidos.

## Experiencia en Polonia
En 2025 continuó su carrera en Europa, jugando para el Arka Pawłów (Cuarta División) y el Polonia Varsovia (Segunda División). No logró continuidad en ninguno de los equipos y actualmente no figura en sus plantillas.

## Selección nacional
En marzo del 2023 fue invitado a un micro ciclo de trabajo por parte de la selección colombia sub 20 de campo 
Ha sido convocado por la Selección Colombia Sub-20 en fútbol playa.

## Estilo de juego
Bonilla se destaca por su velocidad, potencia física y movilidad ofensiva. Su perfil como delantero le permite desmarcarse con facilidad y generar oportunidades de gol tanto dentro como fuera del área. Es conocido por su capacidad para definir con ambos pies, aunque su pierna dominante es la derecha, y por su eficacia en el juego aéreo debido a su estatura y salto.

## Logros y reconocimientos
- Destacado goleador en su debut profesional con Libertad F.C., anotando 8 goles en 10 partidos.
- Convocado a la Selección Colombia Sub-20 de fútbol playa.
- Reconocido por su proyección internacional al haber jugado en Europa, en Polonia, con experiencia en varias divisiones.

## Estadísticas de carrera
| Temporada | Club          | Liga                     | Partidos | Goles |
| --------- | ------------- | ------------------------ | -------- | ----- |
| 2024      | Libertad F.C. | Segunda División Bolivia | 10       | 8     |

## Trayectoria

### Formación en Colombia
Bonilla comenzó su formación en Colombia, participando en divisiones juveniles locales. En 2022 se vinculó a la categoría sub-20 del  Colombia Independiente Medellín, destacando como delantero por su capacidad ofensiva y presencia en el área rival.

### Libertad F.C. (Bolivia)
En 2024 firmó con el  Bolivia Libertad F.C. de Bolivia. Debutó profesionalmente el 16 de marzo de 2024 en el estadio Jordán Cuéllar de la ciudad de Cobija, Pando, en un partido contra el Club San Lorenzo. Durante su paso por el club, se destacó por su movilidad ofensiva y capacidad goleadora.

### Experiencia en Polonia
En 2025 continuó su carrera en Europa, jugando para el Arka Pawłów (Cuarta División) y el  Polonia Polonia Varsovia (Segunda División). No logró continuidad en ninguno de los equipos y actualmente no figura en sus plantillas.

## Selección nacional
- Marzo de 2023: invitado a un microciclo con la Selección Colombia Sub-20 de fútbol de campo.
- Julio de 2023: convocado oficialmente a la Selección Colombia Sub-20 de Fútbol Playa para el Campeonato CONMEBOL Sub-20 en Chile, representando al club Sol de Oriente.[1]

## Características de juego
Bonilla se desempeña principalmente como delantero centro, aunque también puede jugar de extremo. Con 1,85 m de altura y pie derecho, destaca por su velocidad, fuerza, agilidad y juego aéreo. Es un jugador dinámico e incisivo, con instinto goleador.

## Clubes
| Año  | Club                   | Categoría                  | Observaciones                                                                                          |
| ---- | ---------------------- | -------------------------- | --- |
| 2022 | Independiente Medellín | Sub-20                     | Etapa formativa destacada                                                                              |
| 2024 | Libertad F.C.          | Segunda División (Bolivia) | Debut profesional el 16 de marzo de 2024 contra San Lorenzo en el estadio Jordán Cuéllar, Cobija-Pando |
| 2025 | Arka Pawłów            | Cuarta División (Polonia)  | Sin continuidad                                                                                        |
| 2025 | Polonia Varsovia       | Segunda División (Polonia) | Sin continuidad                                                                                        |